# Review of Economic Dynamics
Review of Economic Dynamics (RED) — спеціалізований економічний журнал. Видання є офіційним органом Товариства економічної динаміки. Журнал заснований в 1998 р. У число редакторів журналу входить нобелівський лауреат Р. Лукас.
У журналі публікуються роботи, присвячені теоретичним та прикладним аспектам економічної динаміки.
Періодичність виходу журналу: 4 номери на рік. Щорічно один-два номери журналу є тематичними.